# グリプス戦役
グリプス戦役（グリプスせんえき、Gryps Conflict）は、アニメ『機動戦士Ζガンダム』において描かれた架空の戦争。グリプス戦争とも言われる。地球連邦軍内部の軍閥であるエゥーゴとティターンズの戦いを軸に、終盤アクシズを交えて三つ巴で戦われた。
前述のとおり、エゥーゴとティターンズの戦いを軸にして行われたことから、ティターンズ・エゥーゴ戦争の表記も散見される。
本記事内記載の日付は基本的に『宇宙世紀年表』に基づく。

## 背景と開戦までの経緯

### 一年戦争の影響
一年戦争終結後に待っていた最大の問題が「戦後復興」であった。特に開戦初期の一週間戦争で、サイド3・6・7を除くすべてのサイドがジオン軍の攻撃で壊滅した。その中でも、両軍が大規模艦隊戦（ルウム戦役）をおこなったサイド5は被害が凄まじく、宇宙世紀110年の「フロンティア計画」まで放置される。
さらにブリティッシュ作戦により地球に落下したコロニー「アイランド・イフィッシュ」は3つに分解し、一番巨大なものがオーストラリア大陸のシドニー近郊に落下して「シドニー湾」という巨大なクレーターとして爪痕を残す。残る2つが太平洋上と北米大陸にそれぞれ落下したため、日本、東シナ海沿岸地域、北米東海岸は衝撃波の起こした巨大津波による壊滅的な被害を被る。
また戦争中期には、地球降下作戦により北米、欧州、東アジアといった人口密集地域が両軍の激戦地となり、大規模作戦で甚大な被害を被る。事実上1基しかないサイド7も、シャア・アズナブルのジオン軍とサイド防衛隊およびホワイトベース隊との偶発戦闘の結果、放棄を余儀なくされる被害を被った。
結果的に、戦後の生産活動は大規模戦闘が起こらなかったフォン・ブラウン、グラナダ、アンマンといった月面都市群と中立を保ったサイド6に依拠せざるを得なくなり、その結果、発言力が増すことになった。特に月に拠点を置くアナハイム・エレクトロニクス（AE社）は、ジオン側のジオニック社やツィマット社の技術を接収して飛躍的な成長を遂げる。グリプス戦役当初の両軍のモビルスーツ (MS) は、その多くが共にAE社の設計機という状況となる。
第一次コロニー再生計画の実施により、ノアからグリーン・オアシスと呼称変更されたサイド7は、1バンチ（ガンダム第1話でアムロ・レイたちが暮らしていたコロニー）がグリーン・ノア1として改修された。また比較的物理被害の少なかったサイド1も再建計画の対象となるが、「老朽化」という宿命に見舞われる。
戦後の復興は遅々として進んでおらず、比較的先進地域の北米東海岸ですら人の住めないゴーストタウン化している。
さらに大きな影響が地球在住者のトラウマである。一年戦争当時に地球上に暮らしていた人々は、アイランドイフィッシュ落下を「空が落ちてくる」という表現で共通の恐怖体験として認識している。戦災孤児で強化人間となったオーガスタ研究所のロザミア・バダム、ムラサメ研究所のフォウ・ムラサメのみならず、単に戦災孤児と描写されたベルトーチカ・イルマもこの恐怖体験を語っている。これはジオン軍への憎悪を喚起するのみならず、アースノイドのスペースノイドに対する偏見として根強く残り続ける結果となった。
さらなる影響が「砂漠化の進行」である。戦争による環境悪化により、アフリカ大陸の砂漠化がさらに深刻化した。連邦政府議会の置かれるダカールは正にその象徴となっている。

### ニュータイプ研究所設立
ジオン・ズム・ダイクンがその出現を予見していたニュータイプと呼ばれる特殊能力者が、一年戦争を機に発生・認知されるに到った。連邦側のニュータイプ研究は国策の一環としていたジオンほど進んでおらず、戦後ジオン軍のフラナガン機関の接収で急速に進む。こうして「ニタ研」と総称される連邦政府軍が管轄するニュータイプ研究機関が設立された。まず先行する形で一年戦争末期に北米にオーガスタ研究所が開設。当初の目的は「ニュータイプ専用機の開発」でありアムロ・レイ専用モビルスーツ (MS) ガンダムNT-1が開発されている。ただ、本機はジオン軍特務隊「サイクロプス隊」の度重なる妨害で第13独立部隊に届くことなく終戦する。さらに日本のムラサメ研究所、北米のオークランド研究所といった機関が戦後相次いで設立された。
ニタ研では自然発生したニュータイプの能力研究のみならず、人工ニュータイプ（強化人間）を作り出す技術の確立や彼らの専用機開発という形で進行する。ニュータイプは「生体兵器」という扱いを受け、特に軍事利用だけが注目された。各研究機関は研究予算獲得を目的として研究成果の実戦投入を進んで行う。
なお、各研究所がニュータイプ専用機として開発（あるいはそのノウハウを生かして開発）されたMSが、一般兵用として量産配備されるケースも目立った。その代表がジム・カスタムと後継機のジム・クゥエルで、ジム・クゥエルは結成当初のティターンズで制式採用されている。また、ブラン・ブルターク少佐が使用した可変モビルアーマー（可変MA）アッシマーも量産され、ダカール防衛隊に配備された。重力下でMSを機動運用する際にはド・ダイ改やベースジャバーといったサブフライトシステムを頼らざるを得なかったが単体で飛行能力を有するアッシマーはその常識を打ち破った画期的な機体であった。なお、火力と機動性でアッシマーを上回るものの戦闘持続時間に問題のあったギャプランは宇宙軍に転用された。
また、一年戦争末期に猛威を奮ったサイコミュ搭載機の研究・開発も積極的に行われた。ムラサメ研究所が開発した可変MAはサイコガンダムとして実戦投入され、リフレクタービットを有するサイコガンダムMk-IIへと発展する。この研究分野においてはアクシズが先行しており、MAエルメスの小型化をコンセプトに開発されたキュベレイが後に実戦投入される。

### レビル戦死の余波と第13独立部隊出身者への冷遇
一年戦争開戦前はスペースノイドに対して一定の理解と権利容認、軍事衝突の回避を連邦宇宙軍が担っており、その中心となっていたのが改革派に位置づけられるレビル、ティアンムら「レビル派」の将校たちだった。一年戦争が勃発するとレビルは指揮をとって劣勢を奇跡的に挽回し、完全勝利と勲功第一という栄誉の一歩手前にあったがデギン・ザビの和睦案を受け入れようとしたところギレン・ザビによってデギンもろともソーラ・レイで戦死。これによりレビル派は首魁を失い衰退。戦後、最後の有力人物たるジョン・コーウェン中将もガンダム開発計画が一大スキャンダルとなって失脚した。こうして守旧派の復活とタカ派（ティターンズ）の台頭を招くことになる。
一年戦争における連邦勝利の立役者となった第13独立部隊（通称ホワイトベース隊）は戦後解体された。彼らはヒーローとして衆知され、ジオン軍のシャア・アズナブルと並び、書籍で取り上げられるなど有名人となる。戦争終結により民間出身者を中心に構成された同隊はごく一部を除き除隊した。戦後も連邦軍に残ったのはブライト・ノア、アムロ・レイ、ハヤト・コバヤシの3名である。
ホワイトベース艦長という華々しい実績を誇るブライトは佐官に昇進したが、テンプテーション艦長という閑職に回される。同じくハヤト・コバヤシも、20代の若さで退役間際の軍人が勤めるような「戦争博物館館長」という閑職に回された。アムロ・レイに至っては大尉に昇進したものの、シャイアン基地にて厳重な監視下に置かれる「幽閉」という過酷な状況に到った。
これは、同隊が連邦軍唯一のニュータイプ部隊として後ろ盾だったレビルの戦死後は特に危険視され、実戦部隊から遠ざける「飼い殺し」状態が妥当と連邦軍上層部が判断したことによる。結果的に連邦軍への不信感を強めた彼らは、揃ってエゥーゴおよびカラバに参加することになった。

### ティターンズ結成
一年戦争は終結したが、ジオン公国に所属していた軍事勢力の一部は降伏することなく、各地で地球連邦軍と軍事衝突を繰り返していた。また一年戦争を契機として地球連邦政府はスペースコロニーに住む人間、いわゆるスペースノイドに対しての警戒感を強め、政治的・経済的にも厳しい姿勢を取り続けていた。やがて、宇宙世紀0083年10月にデラーズ紛争を契機として、地球連邦軍内部に地球出身者を中心に選抜されたエリート部隊ティターンズがジャミトフ・ハイマンにより結成される。
0083年12月4日に結成されたティターンズは、「ジオン残党狩り」を通じて連邦内での発言力を次第に強めていく。また、ティターンズは旧ジオン勢力とは無関係だが、連邦政府の戦後政策に不満を抱く市民を「反連邦分子」とみなし、思想統制と弾圧を推し進めていく。これには一定の治安回復効果があったため連邦政府議会は多少の行き過ぎを黙認した。だが、その結果、増長したティターンズは階級を無視し「ティターンズにあらざる者は連邦軍人にあらず」といった態度を見せるようになっていき、一般士官でもティターンズにおもねる者が続出する。
こうした苛烈な思想弾圧は、抑圧されたスペースノイドたちが後に結成されるエゥーゴに参加協力したり、さらにその後年に発生した「シャアの反乱」で一般市民がシャアの支持者となったりする流れとなる。
また、一年戦争で否定された大艦巨砲主義が復活を遂げる。ティターンズの旗艦ドゴス・ギアは正にその象徴と呼べる。ただ、デラーズ紛争時点で連邦宇宙軍の旗艦となりMS搭載能力を一切持たないバーミンガム級ほど露骨ではなくこの艦の流れを汲みながらも、MS部隊運用を前提として火力・搭載力を強化した新造戦艦として就航する。。
ジャミトフの真意は、地球上の全人類を殺戮してでも地球の再生を実現することであり、それを極秘裏・合法的に実現するためにティターンズを強化して権力の集中を推し進め、軍事国家的な統制政府を作り出そうとしていた。パプテマス・シロッコは、ジャミトフの理想はアースノイドを根絶やしにするために地球連邦軍をティターンズにし、戦争によって地球経済を徹底的に窮乏に追い込んでアースノイドを餓死させ、地球から人間を消しさることによって地球を自然に戻すことであり、ティターンズとエゥーゴは同じ目的のために戦争をしていると語っている。

### シャア・アズナブルの地球圏帰還とエゥーゴ結成
宇宙世紀0084年9月21日、シャア・アズナブルがアクシズから密かに地球圏に帰還。連邦軍籍を得たシャアは、クワトロ・バジーナ大尉を名乗って反地球連邦運動に参加する。反ティターンズの代表格であり、政財界にも太いパイプを持つ地球連邦軍准将ブレックス・フォーラは、危険分子として軟禁されていた。彼を救出したのがシャアであり、それを機にブレックスの最側近となる。自由の身となったブレックスはジャミトフへの批判を強め、反地球連邦政府組織エゥーゴを結成する。
エゥーゴは反連邦を掲げるが、その狙いは地球連邦政府の打倒ではない。連邦議会に議席を持つブレックスは戦場での戦果より、議会内に理解者と賛同者を増やすことを重視したが、エゥーゴへの出資者たちは必ずしもこうした考えに賛同しておらず、活動をアピールしてさらなる支持を広めるためわかりやすい成果を期待していた。エゥーゴの最大のスポンサーであるAE社は、メラニー・ヒュー・カーバイン会長の意向をウォン・リーが反映するという形でエゥーゴを内部からコントロールしている。
ヘンケン・ベッケナーら一年戦争を経験したスペースノイド出身の連邦軍人は、その多くがエゥーゴへの参加と協力を行う。また、シャアをはじめ旧ジオン軍人も参加する。エゥーゴは連邦政府の戦後政策に協力してきたルナリアン（月面都市市民）の支持も得ることになり、グラナダを拠点とし、ティターンズと全面対決できる組織作りに勤しむ。
ただ、情報統制できる立場のティターンズは、「エゥーゴはジオン残党の集まり」と吹聴することで彼らの封じ込めを図る。

### 30バンチ事件
宇宙世紀0085年7月31日、サイド1・30バンチコロニーの住民が反地球連邦政府デモを決行すると、ティターンズの司令官バスク・オムは、使用が禁止されている毒ガス (G3) をコロニー内に注入し、1,500万人もの全住民を虐殺する。事件の真相はティターンズが報道規制を敷くことで極秘扱いとなり、激発的な伝染病と公表される。
この事件の真相はエマ・シーンらティターンズ内部の一般将兵にも隠蔽されており、多くの犠牲者がミイラ化したまま街中に放置されている状況は、目の当たりにしたエマやカミーユ・ビダンに衝撃を与える。なお、エマたちが訪れた0087年時点にはG3ガスの効力はなくなっており、皆がノーマルスーツのバイザーを開放している。

### エゥーゴとティターンズのMS開発計画
グリプス戦役の前段階でエゥーゴとティターンズはそれぞれ新しいMSの開発に着手する。
ティターンズは、RX-78ガンダムの正統後継機としてRX-178ガンダムMk-IIの開発に着手する。ただ、ガンダムMk-IIはガンダリウム合金の使用を見合わせ、装甲材はチタン合金セラミック複合材を選択。ムーバブルフレーム構造により可動性と汎用性を重視する機体となる反面、機体強度に深刻な問題を抱えた。グリプス戦役におけるMk-IIの活躍はカミーユの個人的技量の成せる技に過ぎず、実戦投入から1年も経たぬ間にロートル機と化す。ただ、汎用性の高さから量産機バーザムのベースとなり、ムーバブルフレーム構造は同機と共に接収したエゥーゴの技術革新に貢献する。Mk-IIの火力不足は、支援機Gディフェンサーの開発投入である程度解消された。
一方エゥーゴは、ドムタイプの機体にガンダム系の機能をミックスした機体の開発に着手する。この機体はガンダリウム合金製で開発されながら、モノアイを採用するなどジオン軍のドムに似た外観を持つことから、試作機を受領したクワトロの提案でリック・ディアスと命名された。リック・ディアスは重装甲・高機動かつ火力のバランスが良く、性能面ではMk-IIの開発責任者であるフランクリン・ビダンも高評価を下しており、グリプス戦役を戦い抜く。カラバのアムロ・レイはクワトロから提供されたリック・ディアスを愛機とし、これに現地改修を加えたディジェを使用した。基本色は黒だが、シャアの乗機を意識して機体を赤く塗った結果、これが思わぬ効果をもたらしたため、以後は基本色として採用された。
結果的にMk-IIの強奪により、同機はエゥーゴで運用された。エゥーゴはこのリック・ディアス開発のノウハウとMk-IIのムーバブルフレームを、後に続く可変モビルスーツ（可変MS）開発計画「Ζ計画」に生かす。こうして両機の技術は、百式、メタス、Ζガンダム、（ΖΖガンダム）というΖ計画機に継承された。

## グリプス戦役開戦

### ガンダムMk-II強奪と奪還交渉
エゥーゴはティターンズがグリーン・オアシスの軍事拠点化と並行して、新型MS・ガンダムMk-IIを開発したとの情報を得た。
それに基づき0087年3月2日、サイド7の居住用コロニー・グリーンノア1にクワトロ・バジーナ、アポリー・ベイ、ロベルトの3名を派遣する。シャアは因縁深きサイド7に単身潜入を試みる。アポリー、ロベルトを信頼しないわけではなかったが、一年戦争で同コロニーへの偵察任務が偶発戦闘に発展し、貴重なMSと部下を喪った「若さ故のあやまち」を教訓としたからである。しかしシャアは発見され、ティターンズはMSを投入。人口密集地での戦闘を避けたいというシャアの思惑は外れ、3機のリック・ディアスによる奇襲攻撃に発展する。
偶然その場に居合わせた民間人の少年カミーユ・ビダンの協力の下、2機のガンダムMk-IIを鹵獲。結果エゥーゴは戦力増強とティターンズのMS技術吸収をはかり、さらには一年戦争における反攻のシンボルとされていたガンダムタイプのMSを奪うことで、自分たちの活動の正当性をアピール、活動を次なるステップに移す狼煙とした。
ティターンズは、ブレックスの乗艦アーガマにMk-IIの返還を求める交渉を申し入れる。交渉担当者はバスク・オム大佐で、交渉役となったのがエマ・シーン中尉だった。交渉とは名ばかりで、ドゴス・ギア建造に関わる技術者でもあるカミーユの母ヒルダを人質として返還を迫るというものだった。ブレックスは激怒し、バスクの申し入れをエマにも開示する。また、ヒルダを閉じ込めたカプセルを爆弾と偽り、ジェリド・メサに狙撃を命じていた。母の救出に向かったカミーユは、ジェリドの狙撃により母を目の前で殺害される。カミーユが錯乱し、さらに連邦軍の増援が現れたことで状況不利と見たクワトロは停戦信号を出し、Mk-II2機とカミーユをティターンズに引き渡す。Mk-IIを取り戻したバスクは、人質を用いた作戦の真意を確かめようとしたエマに正攻法でエゥーゴの新型MSを奪取することを命じた。ティターンズの方針に嫌気が指したエマはティターンズからの離反を決意、囚われていたカミーユとカミーユの父フランクリンを連れ出し、Mk-II3機でアレキサンドリアから脱出しアーガマに向かった。フランクリンはエゥーゴの新型MSリック・ディアスを奪取してティターンズに戻ろうとしたが、交戦中のアレキサンドリアの流れ弾を受け、機体から脱出する際に爆発に巻き込まれ死亡した。
ガンダムMk-IIを巡る事件を契機に戦火は一気に拡大、ここにグリプス戦役の幕が上がった。

### ジャブロー降下作戦
アナハイム社をはじめとするエゥーゴの出資者たちは、より具体的な戦果を求めていた。連邦軍本部ジャブローを制圧してエゥーゴの活動を強烈にアピールしたいという思惑により、降下作戦が準備される。クワトロ大尉は当初からこれに難色を示していた。レコア・ロンド少尉が斥候役として先行潜入する。
月で地球連邦軍本部ジャブロー侵攻の準備を進めるエゥーゴの旗艦アーガマに、ティターンズが攻撃を仕掛ける。アーガマは停留していた月を脱出し、友軍艦隊との集結空域へと向かう。その途中、正体不明のMA（パプテマス・シロッコ搭乗のメッサーラ）の襲撃を受けるシャトル「テンプテーション」を発見、MAを排除し救出する。テンプテーション機長は、一年戦争時に強襲揚陸艦ホワイトベース艦長を務め数々の武勲をあげたブライト・ノア中佐であった。初代艦長ヘンケンの禅譲により、ブライトはアーガマ艦長としてエゥーゴに迎えられる。
宇宙世紀0087年5月11日、エゥーゴはバリュートを用いてのMS部隊による地球降下を開始する。その際、再びメッサーラ、ティターンズのMS部隊による阻止作戦が行なわれる。保護観察期間の終了に伴い降下作戦に参加したエマがメッサーラの攻撃により被弾してリタイア、巡洋艦シチリアの撃沈、ジムII数機の撃墜という損害を出したものの、降下作戦そのものは成功しエゥーゴ部隊はジャブロー内へと侵攻する。だがクワトロの危惧は的中し、ジャブローそのものが巧妙な罠だった。
ジャブローは移転に伴う引っ越し作業を済ませており、戦力外の旧式兵器を中心とするジャブロー守備隊がごく少数配備されているという状況で、内部へおびき寄せたエゥーゴ精鋭部隊をジャブローごと消滅させるべく、地下にある一年戦争時の自爆用核爆弾がセットされていた。この事実に気づいて作戦中止を申し入れようとしたレコアは、現地協力者のカイ・シデンと共に囚われの身となっていた。カミーユはニュータイプ能力でレコアの気配を感じ取り、2人の救出に成功する。
核爆弾がセットされている事実は、ジャブロー守備隊にもエゥーゴ部隊を追って地球降下したティターンズ部隊にも告げられていなかった。核爆弾の存在が確認されたことで両軍は停戦。エゥーゴ部隊はジャブロー守備隊と共にガルダ級超大型輸送機を用いて脱出。ジャブローは核爆発で消滅する。
結局、ジャブロー制圧はならなかった。具体的戦果としてはガルダ級アウドムラを鹵獲したことであり、エゥーゴの地上支援部隊カラバに譲渡されその旗艦として活躍する。また、カミーユがエゥーゴから提供された試作型のフライングアーマーは大気圏突入による減速中も迎撃戦闘可能という画期的なもので、運用の目処が立つ。これは「Ζ計画」の重要な伏線となる。
このジャブロー侵攻作戦の実施により、人々は地球連邦軍が2つの勢力に分かれ抗争を開始したと確認する。

### 宇宙帰還作戦
ジャブローから撤退したエゥーゴMS部隊は、カラバに参加しているハヤト・コバヤシと接触。エゥーゴのパイロットを宇宙に帰還させるため、シャトル打ち上げ基地のあるケネディポートへ到着する。シャトル発射までの間にティターンズに協力する地球連邦軍の急襲を受け、カラバにMSを引き渡す作業を行っていたカミーユ、クワトロ、ロベルトの3名が迎撃に加わる。2機のシャトルのうちMSを搭載する予定だったシャトルは破壊されてしまうが、パイロットを乗せたもう1機のシャトルは宇宙に向け発進し、衛星軌道上のアーガマに回収される。この戦いでロベルトが戦死。エゥーゴ主要パイロット初の犠牲者となる。カミーユとクワトロはアウドムラに退避し、引き続きカラバと行動を共にする。
アウドムラはハヤトを艦長とし、カミーユとクワトロの宇宙帰還の好機を探る。その頃ハヤトの妻フラウ・コバヤシは、シャイアン基地で軟禁中のアムロ・レイに接触を図る。アムロは、出産のため日本に渡るフラウたち親子のためにチケットを手配。空港での見送りを装い、あらかじめ示し合わせたハヤトの養子カツ・コバヤシと共に輸送機を強奪して監視を逃れる。
一方アウドムラは、ガルダ級スードリを中心とした追撃部隊の指揮官ブラン・ブルターク少佐と、スードリへの協力を命令されたオーガスタ研の強化人間ロザミア・バダムの度重なる襲撃に悩ませられていた。ブランのアッシマーとロザミアのギャプランは、単独飛行可能な可変機としてカミーユたちを苦しめる。アウドムラの窮地に、アムロは輸送機による体当たり攻撃を敢行しアッシマーを撃退した。
カラバは、シャトル打ち上げ基地のあるヒッコリーへの案内役としてベルトーチカ・イルマを派遣する。アムロと出会ったベルトーチカは、感受性の強さからアムロの繊細さと言葉とは裏腹に戦いに臆している様を見て取り、逆に好感を抱く。カミーユやカツといった若者たちに失望されていると感じていたアムロは、かつての仇敵シャアからも発破をかけられて再起しようと足掻く。
ヒッコリー到着でベルトーチカが命掛けの先導を行い、シャアを宇宙に還すという目的で覚醒したアムロはシャアから提供されたリック・ディアスで獅子奮迅の活躍を見せ、当初は帰還予定だったカミーユとMk-IIもアムロに加勢して迎撃戦に加わる。カミーユと連携したアムロは、ブラン少佐のアッシマーを撃墜する。こうして、クワトロとカツと百式を乗せたシャトルもアーガマに回収される。

### ホンコンシティ攻防・ニューギニア攻略
度重なる戦闘で物資不足に悩ませられるアウドムラは、連邦の租借地ホンコンシティに拠点を置くエゥーゴの支援者ルオ商会との接触を試みる。ベルトーチカを連れてルオ商会を訪れたアムロは、そこでコロニー行きのチケットを求めて訪れていたミライ・ヤシマと再会。だが、不用意に商会会長ルオ・ウーミンの名前を出したアムロは、商会関係者から暴行を受けて監禁される。
一方ブラン少佐を失ったスードリは、ベン・ウッダー大尉を中心に少佐の弔い合戦を挑もうと躍起になっていた。彼らに日本の「ムラサメ研究所」が協力を申し出る。研究所から派遣されたのは、強化人間フォウ・ムラサメとフォウの調整役ナミカー・コーネル、そして巨大なスードリの格納庫にも収まらない謎の巨大MAだった。フォウはウッダーに単独出撃を申し入れ、巨大MAで出撃。ホンコンシティを急襲した巨大MAサイコガンダムは街を大混乱に陥れる。アムロの不在で単独出撃したカミーユはビームライフルを弾き、拡散ビーム砲での無差別攻撃を行い、MS形態に変形するサイコガンダムに慄然とする。カミーユとサイコガンダムの戦いを歯痒く見守るアムロはルオ商会を統括するステファニー・ルオと対面し、彼女を伴って避難する。カミーユは苦戦を強いられるがビームサーベルによる肉薄攻撃を敢行。物理的損傷はなかったものの、意識を斬られたと錯覚したフォウは何故か撤退する。
カラバは、ティターンズの新拠点ニューギニア基地の攻略を予定していた。ウッダーは建設途上のニューギニアを守るべくアウドムラを最低でも足止めするという重責を担っていた。
アムロは港に停泊中のコーラルオリエント号をホテルがわりにしているミライを訪ね、アウドムラへの移乗を薦める。アムロの護衛として同行していたカミーユは偶然目にとまった謎の美少女にただならぬ気配を感じる。一方、謎の美少女ことフォウもアムロ、ミライ、カミーユにただならぬ気配を感じ取っていた。フォウはカミーユの運転するエレカに強引に乗り込み、情報を引き出そうとする。その一方、焦るウッダーはミライとアムロが個人的な接触を図るのを見て要人と見抜き、部下に命じてミライと子供たちを人質にとる。人質交換の交渉に出向いたアムロも人質に加えたウッダーはアウドムラの明け渡しを要求。苦境に立たされたハヤトだが、要求に従うフリを装いMk-IIで出撃したカミーユが人質を解放するという作戦に出る。カミーユは慣れない水中戦に戸惑いながらもウッダーが伏兵としたマリン・ハイザックを撃破し、アムロとの絶妙の連携で脱出をサポート。アムロはミライと合流し、海に投げ出されたハサウェイ・ノアの命も救う。こうしてアムロとカミーユは信頼関係を深める。
カミーユは、フォウに感じた「惹かれる感覚」をアムロに相談。ベルトーチカは一目惚れだとからかうが、アムロは「その女は危険だ」と言葉少なに突き放す。その様子をたまたま見ていたミライは、かつてアムロがララァ・スンという少女と出会い、彼女を殺めたことに苦しみ、刻の狭間に居るララァの存在がアムロの心を現実から遠ざけていると語る。カミーユは自分の目で確かめるしかないと思い詰め、アウドムラを抜け出す。一方、フォウも心がカミーユを求めていることに悩んでいた。監視者に24時までに帰投すると告げたフォウは、カミーユの誘いに応じる。2人は敵味方だとわかった上で互いを求めあってしまう。その頃、ウッダーは自らの手でサイコガンダムを操縦して出撃。だが、フォウと感応するサイコガンダムは操縦不能に陥る。カミーユはアムロの援護でMk-IIに搭乗するが、サイコガンダムのパイロットがフォウと判明したことにより、撃破よりもフォウの解放を優先する。だが、カミーユとの想い出よりも過去の記憶を取り戻すことにこだわるフォウは撤退する。
戦力不足に追い込まれるウッダーは、ムラサメ研究所の閉鎖を脅迫材料としてフォウに出撃を強要。フォウは出撃が続いたことで酷い頭痛に悩ませられていた。アウドムラへの攻撃で迎撃に出たアムロをあと一歩まで追い詰めながら、フォウは頭痛により撤退する。サイコガンダムを除きMS隊を失ったウッダーは、スードリでの特攻を決断。陽動のために先行出撃していたサイコガンダムは迎撃に出たMk-IIと3度目の対峙となるが、カミーユは攻撃をしない。一方、アムロはスードリの不審な行動に気づく。カミーユとの会話で別れを決意したフォウは、カミーユに銃口を向けて下がらせた後スードリに突入。ロケットブースターを搬出し、カミーユを宇宙へ戻す算段を整える。ウッダーはこれに気づいてフォウを銃撃し、Mk-IIの援護行動に出たアムロと対決。フォウとアムロの決死の働きで、カミーユはMk-IIと共に宇宙に帰還する。
なおこの戦いの後、カラバはニューギニア基地を攻略する。

### シロッコ参戦とアポロ作戦
ティターンズは、艦隊を集結して月面都市フォン・ブラウンの制圧を企図していた。ジャミトフに血判状を出して忠誠を示した木星帰りの地球連邦軍大尉パプテマス・シロッコは、ドゴス・ギア艦長となり部隊再編のため本隊を率いるジャマイカン・ダニンガンとは別行動をとり、ジャブローを脱出して宇宙に帰還したジェリドと彼の新たな相棒となったマウアー・ファラオに新型可変MSガブスレイを与える。シロッコは、ジャミトフの真意がアースノイドの殲滅と地球圏掌握にあると見抜いていた。目的を同じくするシロッコは協力を装い、自分がそれを成すという野心を抱いていた。
ジェリド、マウアーはガブスレイでアーガマを奇襲。エマは撃墜され、カミーユも窮地に陥るが、新型機受領のためグラナダに出向いていたアポリーとファ・ユイリィが帰還。Ζガンダムでガブスレイを撃退する。いきなりガブスレイを失ったジェリドだが、シロッコからニュータイプ候補生のサラ・ザビアロフとシドレを預かり出撃する。その頃、ラーディッシュからレコアのメタスとGディフェンサーがアーガマに向けて出発していた。先に接触した2機を叩こうとするジェリドだが、Ζガンダムを中心とするアーガマ隊が増援として駆けつけ、この戦闘でシドレを失う。Ζ計画機の実戦投入でアーガマ隊の陣容は整いつつあったが、同様にシロッコ隊の陣容も整いつつあった。
8月10日、ティターンズは月面のフォン・ブラウン市を武力制圧するアポロ作戦を開始。ティターンズ側の投入戦力は、ドゴス・ギア、アレキサンドリアとマラサイ 5機、ハイザック 10機、ジム・キャノン 2機、ガブスレイ 2機。シロッコはまずアレキサンドリア艦隊を囮に使い、続いてドゴス・ギアを発進したジェリド隊を囮としてΖ、百式を足止め、その間にドゴス・ギアをフォン・ブラウン市に降下させる。フォン・ブラウンに入港したシロッコは、エゥーゴが手を引かなければ都市を全面攻撃すると脅迫。このため、一時フォン・ブラウンはティターンズによって占領される。シロッコは独断行動に激怒するジャマイカンに占領軍の指揮権を譲り、治療のため艦を離れていたジェリドと付き添いのマウアーを残し、ドゴス・ギアでフォン・ブラウン市から離れる。
一度は退いたエゥーゴ側はカミーユを敵情視察に派遣。これにカツはこっそり同行。カミーユはジェリドに発見され窮地に陥るがカツに助けられる。一方、アレキサンドリア隊のヤザン・ゲーブルは偵察中に接近するアーガマを発見し、戦闘状態となる。エマのガンダムMk-IIに撃墜されたハイザックが落下したり、ヤザンのギャプランと交戦状態となったファのメタスが市街に逃げ込むなどして、フォン・ブラウン市に被害が発生した。カミーユはレコアが運んできたΖガンダムでヤザンと交戦。その最中にエゥーゴがフォン・ブラウン市の発電施設を占拠。ジャマイカンはあっさりフォン・ブラウンを放棄し撤退、ヤザンも命令を受け不服ながらも撤退した。

### ブレックス准将暗殺
ティターンズのフォン・ブラウン市制圧後、クワトロは連邦議会に出席するブレックス准将に同行するためにアーガマを離れる。8月17日、ブレックスはホテルでティターンズの刺客の手にかかり暗殺される。駆け付けたクワトロにブレックスは「シャア・アズナブル」としてエゥーゴの指揮を執るよう言い残して息を引き取る。エゥーゴのフォン・ブラウン市奪回と時を同じくして、議会ではティターンズに連邦軍の指揮権を委ねる法案が満場一致で可決された。

### グラナダへのコロニー落とし
8月24日、ティターンズはエゥーゴに協力的な月面都市グラナダに対し、コロニー落としを謀る。サイド4の無人コロニーが月に向かって移動を始めたのを確認したエゥーゴは、艦艇での砲撃により落下軌道を変えようとする。最終的にエマ中尉のガンダムMk-IIがコロニーに設置された核パルスエンジンを作動させ、軌道の変更に成功、グラナダへの直撃は回避された。

### 毒ガス作戦
9月21日、ティターンズはエゥーゴに協力的なコロニーへの見せしめとすべく、サイド2・25バンチコロニーにG3ガスによる攻撃作戦を決行。ティターンズ所属重巡洋艦アレキサンドリアより発艦したジェリド・メサ中尉（ガブスレイに搭乗、度重なる自身の失敗の挽回のため、誰もが嫌がる任務を志願した）率いる毒ガス付設部隊がハイザック3機を用いコロニー外壁エヌパイプにG3ガスボンベを設置するが、エゥーゴ所属戦艦ラーディッシュより発艦したカツ・コバヤシ（ネモに搭乗）がG3ガスボンベを破壊、ガス注入を阻止。

### ティターンズ、アクシズと密約
10月12日、ミネバ・ラオ・ザビを戴くジオン公国残党組織アクシズが、その拠点である小惑星アクシズとともに地球圏に帰還。エゥーゴはアクシズと接触するが、エゥーゴのクワトロ大尉とアクシズの実質的指導者ハマーン・カーンとの個人的確執から交渉は決裂。その頃ティターンズもまたアクシズと手を組むべく交渉を計り、ここにジオン残党討伐を大義とするティターンズと、ジオン残党そのものであるアクシズとの理不尽な同盟が築かれた。

### キリマンジャロ襲撃
11月2日、エゥーゴとカラバによる地球連邦軍（実質ティターンズ占有）キリマンジャロ基地攻略作戦が開始され、エゥーゴはカラバを支援するためアーガマによる衛星軌道からの攻撃を決行。一方ティターンズは、戦艦ドゴス・ギア所属のヤザン大尉率いるハンブラビで構成された部隊に重巡洋艦アレキサンドリア所属のバーザムで構成された部隊を合流させ、衛星軌道上でアーガマを攻撃する。戦闘中にハンブラビの攻撃を受けたクワトロ大尉の百式は制御不能となり地球へ落下、助けに入ったカミーユ・ビダンのΖガンダムとともに地球への降下を余儀なくされる。両名は、フォウ・ムラサメのサイコガンダムやジェリド・メサ中尉（バイアランに搭乗）等と交戦、アムロ・レイ大尉（ディジェに搭乗）やカラバ部隊と協力し、これらを撃退。キリマンジャロ基地はカラバの突撃部隊の活躍で基地の内部が爆発、誘爆により山頂全体を爆発させ陥落する。
スマートフォンゲームアプリ『機動戦士ガンダム U.C. ENGAGE』のイベント「アムロシャアモード」では、テレビ版とも劇場版とも異なるストーリー展開でキリマンジャロ攻略戦が描かれた。単身地球に降下したクワトロがカラバに合流してディジェに搭乗、アムロはリック・ディアスに搭乗し、ロザミアのサイコガンダムやゲーツ・キャパのバイアランと交戦する。基地機能の大半を破壊するものの、ジャミトフ・ハイマンがシャトルで脱出した時点でカラバに制圧できるだけの地上部隊は残っておらず、撤退している。

### ダカール演説
11月16日、エゥーゴとカラバはダカールで開催中の連邦議会を占拠。ここでエゥーゴのクワトロ大尉は、自分が旧ジオン公国の軍人シャア・アズナブルであることを明らかにし、ジオン・ズム・ダイクンの遺志を継ぐ者として、エゥーゴの正しさとティターンズの非道性を訴える（なおシャア・アズナブルの正体がジオン・ズム・ダイクンの遺児・キャスバルであることは、ダカール演説によって初めて世に知られたとする解釈があるが、Ζガンダム本編の第5話「父と子と…」におけるカミーユの発言から、シャアがジオン・ズム・ダイクンの実子であり、一年戦争において復讐のためにザビ家打倒を目論んでいたことは、物語の開幕時点ですでに世間に知られていたと思われる）。この様子は全世界へTV中継されており、ジェリド中尉を中心とするティターンズの追撃隊は放送を妨害すべく光ファイバーの通信施設の破壊に動く。この武力に頼りきった、市街地でも平気で戦闘を行い、味方議員も大勢いるはずの連邦議会も破壊しようとする横暴なティターンズの姿はシャアの演説と共に放送され、ティターンズからの人心の離反を招くこととなる。
この戦いではティターンズの司令系統にカラバ攻撃を最優先とする追撃部隊と、都市の守備を任務とするダカール防衛隊所属と2系統あったため、混乱を生じている。防衛隊所属機の中には、アジス・アジバ中尉などが演説に誘導されてティターンズ内部から事実上の裏切り者が出たことにより設備や都市の被害低減の点では利害が一致したエゥーゴとカラバよりも、市街地で暴れる追撃隊の方を危険視して妨害と制止に走る例もあった。このティターンズ同士の仲間割れの現場、しかも街を守ろうとした防衛隊側の機体が追撃隊の攻撃で擱座した場面も放映されてしまったことで、さらにティターンズの印象は悪化することとなった。
この事件は、これまで情報操作などによりテロリスト扱いされていたエゥーゴと、連邦軍で圧倒的な主流派であったティターンズの立場が正反対に入れ替わる本戦役のターニングポイントとなった。その後、カミーユとシャアはカラバの援護により宇宙に帰還する。
また、コンペイトウ（旧ソロモン）では、ティターンズのコンペイトウ駐留部隊に対してダカール宣言をうけて蜂起した連邦正規軍部隊の一部とエゥーゴ艦隊が攻撃を加えたことにより、ティターンズ部隊はコンペイトウから撤退している。
アニメ第37話「ダカールの日」では、この演説のテレビ中継の視聴者としてジャーナリストとして活動しているカイがちょうど来店していたスナックやパブのような居酒屋のテレビ画面で映り、客は男性ばかりで主に一年戦争時に兵役で戦闘経験がある元連邦軍人が集まっており、ティターンズの非難を行っている。

### コロニーレーザー完成
ティターンズがグリプス2をコロニーレーザーに改造中との情報がアーガマに届く。カミーユ達は偵察に向かうが、12月7日、ティターンズはコロニーレーザーをサイド2・18バンチに向け発射し、住民は全員死亡。

### 再び毒ガス攻撃
12月14日、ティターンズがグリプス2をグラナダへ移動させるための陽動として、サイド2・21バンチにG3ガスによる攻撃を決行。バスク・オム大佐直接の指揮の下、戦艦ドゴス・ギアより発艦したレコア・ロンド少尉（メッサーラに搭乗）率いる部隊により実施される。緊急通信を傍受したエゥーゴ巡洋艦アーガマは現場に向かい、攻撃を阻止すべくMS隊を発艦させるも、ガスは注入され住民は全員死亡する。ティターンズはサイド2・13バンチにもG3ガスによる攻撃を試み、コロニー外壁にG3ガスボンベを設置するが、エゥーゴ巡洋艦アーガマ所属のクワトロ大尉（百式に搭乗）がG3ガスボンベを破壊、ガス注入は失敗する。

### エゥーゴ、アクシズと手を結ぶ
ティターンズのグリプス2が月面都市グラナダを標的とすべく射程圏内へ移動を始めたため、エゥーゴはそれを阻止すべくアクシズに援護を要請する。12月26日、アクシズのハマーン・カーンは、エゥーゴからサイド3を譲渡するという約束を取り付けた上で、クワトロ・バジーナことシャア・アズナブルが頭を下げたことで、これを了解。エゥーゴのMS隊がティターンズを引き付けている間に、アクシズは「誤射」に見せかけてグリプス2の核パルスエンジンを破壊。グリプス2の移動は停止する。ティターンズに対しては、アーガマを攻撃したものが外れたと虚偽の報告をする。

### ゼダンの門、崩壊
エゥーゴと手を組んだかに見えたアクシズだが、ティターンズのジャミトフ大将とも接触を計る。アクシズのハマーンは交渉の席で、青酸ガスによるジャミトフ大将暗殺を狙うが失敗。ティターンズと交戦状態に入ったアクシズはエゥーゴに援護を要請し、小惑星アクシズをティターンズの拠点ゼダンの門に衝突させ破壊する。ティターンズ艦隊は衝突間際に脱出するが、本拠地を失う。さらにアクシズは、手薄になったグリプス2に部隊を送り制圧することに成功した。ティターンズとエゥーゴは、この戦いで戦力を消耗してしまう。
同時期に、ルナツーの連邦軍正規部隊がティターンズから離反している。

### ジャミトフ暗殺
ティターンズのジャミトフはシロッコを交え、アクシズ旗艦グワダンでハマーンと会見する。会見中にエゥーゴのクワトロ大尉ことシャア・アズナブルが乱入、そしてティターンズのサラ・ザビアロフ曹長の暴走でグワダンが破損。混乱する艦内でその本性を現したシロッコは、ジャミトフを暗殺。その罪をハマーンに着せ、「報復」を叫ぶことでティターンズの実権を握る。さらに総旗艦ドゴス・ギアにモビルスーツ隊を差し向け、部下のレコア・ロンドの手（劇場版ではヤザン・ゲーブル率いるハンブラビ隊）によりバスクを粛清した。

#### ペズンの反乱
小惑星ペズンに駐留する地球連邦軍教導隊のうち、地球至上主義を奉じる一部青年将校がエゥーゴ主導の流れに反発して『ニューディサイズ』を結成し、宇宙世紀0088年1月25日にペズンの反乱事件が発生する。グリプス戦役終結後、地球連邦軍は今後のネオ・ジオンとの戦いを考慮し、アーガマ級新造巡洋艦ペガサスIII一隻にSガンダム・FAZZ・Ζプラスで編成されたα任務部隊をニューディサイズの鎮圧に向かわせる。

### メールシュトローム作戦
宇宙世紀0088年2月2日、エゥーゴはアクシズの手中にあるグリプス2のコロニーレーザーを奪取するため、アーガマやラーディッシュを始めとする艦隊で、グリプス2を渦のように取り囲み奪取するメールシュトローム作戦を発動。純粋な戦力では勝るアクシズではあったが、エゥーゴのMS部隊が十分に近づく前から牽制射撃を行うなど戦闘経験の少なさが仇となり、徐々に劣勢へと追い詰められてしまう。
挽回を図るべくハマーンがキュベレイで出撃するが、これを待ち伏せしていたカミーユのΖガンダムと交戦状態になる。その最中カミーユとハマーンは共鳴状態となり、カミーユはハマーンと分かり合おうとするが、ハマーンはこれを拒絶する。最終的にはカミーユもハマーンを倒すべき敵と見定め、アンカーワイヤーによる奇襲でキュベレイの肩部バインダーを破損させ撤退に追い込む。
ハマーンの足止めに成功したこともあり作戦は成功。グリプス2はエゥーゴの管理下に移ることになる。
一部資料の記述では、メールシュトローム作戦の日付が2月20日となっている。

### アクシズ、グラナダへ落下
アクシズは、グリプス2を奪われた報復として、自身らの象徴でもある小惑星アクシズをグラナダへと落下させようとする。これを止めようとアクシズに停泊したアーガマは、グリプス2のコロニーレーザーでアクシズを破壊する作戦を立案するが、ミノフスキー粒子が濃く、出力の弱いアーガマのレーザー通信ではラーディッシュとの連絡が取れない。そこでトーレスやアンナ、ファ他数名をアクシズに侵入させ、内部の通信施設を使ってグリプスと連絡を取る作戦をとる。このときアクシズは完全に無人となっており、激突させるまで敵に奪われぬよう周囲に自軍の戦力を置くといった措置を講じていなかったため、侵入は容易であった。
ちょうどその頃、ティターンズのバスク指揮下のドゴス・ギアが、アーガマを襲撃するためアクシズ周辺に現れる。バスクはロザミアの乗るサイコガンダムMk-IIを発進させるが、Ζガンダムによって撃墜され、ドゴス・ギアもまた、レコア率いるシロッコ配下のティターンズ部隊の襲撃を受け、レコアが乗るパラス・アテネの攻撃で撃沈しバスクは死亡する。
トーレス達の要請を受けたグリプス2はコロニーレーザーを照射。アクシズの破壊はならなかったが月面を外れる進行コースに変り、グラナダへの落下は阻止され、アクシズの目論見は失敗に終わる。

### ティターンズ壊滅
2月20日、ティターンズとアクシズはグリプス2宙域のエゥーゴ艦隊に総攻撃をかけ、三つ巴の戦況となる。
2月22日、小惑星アクシズから救援に駆け付けたアーガマのMS部隊とティターンズのMS部隊の戦闘が発生。この戦いでエゥーゴ側はラーディッシュが撃沈しヘンケンやカツが、ティターンズ側はジェリドやラムサス、ダンケルが戦死する。
ティターンズのシロッコはジ・Oに乗り、レコアの乗るパラス・アテネを引き連れ出撃し、アクシズのハマーンはキュベレイに乗り、シロッコの拠点であるジュピトリスを攻撃するためガザC部隊を引き連れ出撃し、両者の戦闘が開始される。そこにエゥーゴも参戦し、クワトロは百式のメガ・バズーカ・ランチャーを使い、多数のガザCを撃墜することに成功する。レコアはエマのガンダムMk-IIに撃墜され死亡、そのエマもMSの外に出たところを、ヤザンの攻撃で発生したパラス・アテネの爆発の残骸が当たり、重傷を負いその後死亡する。ヤザンはカミーユの攻撃でハンブラビを撃破されるも脱出ポッドで生き延びる。
アーガマ艦長ブライト・ノアはグリプス2のコロニーレーザーによる敵艦隊の一挙殲滅を画策する。これに気付いたシロッコとハマーンはコロニーレーザーを攻撃し発射を妨害しようとするものの、カミーユとクワトロの活躍によりエゥーゴは発射準備が整うまでグリプス2を守り切ることに成功。しかしクワトロはハマーンとの戦闘で百式を大破させられ行方不明となる。
グリプス2のコロニーレーザーが発射され、ティターンズ艦隊はアレキサンドリアを含む多数の艦艇が撃沈し壊滅的な打撃を受ける。シロッコは撤退し戦力の回復を図ろうとしたが、カミーユにより死者の魂を取り込み超常の能力を発揮したΖガンダムによりジ・Oは撃破され、シロッコは死亡する。一方カミーユもシロッコが最後に放った光に包まれ精神崩壊を引き起こしてしまう。
この戦いで大きく消耗したエゥーゴ艦隊は、カミーユら生存者をアーガマに収容後にグリプス2の宙域を離脱する。一方アクシズはハマーンがコロニーレーザー発射後に、先を見据えて主要な艦を撤退させることをミネバに提言する。

## 終戦
三つ巴の決戦に勝利したエゥーゴではあったが、最終決戦においてカミーユやクワトロ、エマをはじめとする優秀なパイロットを多数喪失する。また、コロニーレーザーも破壊されラーディッシュといった戦力の過半数を失うなど損害は大きく、戦後の主導権を確立するには至らなかった。
一方アクシズはハマーンの提言により艦隊の被害を最小限に抑えることに成功。戦後はネオ・ジオンへと改称し漁夫の利を得る形で主導権を握ることになり、戦いは第一次ネオ・ジオン抗争へと移っていくこととなる。ただし、百式のメガバズーカランチャーにより、ガザCに搭乗していた貴重な熟練将兵を多数喪失しており、第一次ネオ・ジオン抗争ではマシュマー・セロやグレミー・トトなどの経験不足な若手将校を第一線の指揮官に任命せざるを得ないほどの人材不足を生じてしまっている。
この戦いで破壊されたコロニーレーザーは後に地球連邦軍によって極秘裏に修復され、宇宙世紀0096年の「ラプラス事変」で使用された。

## 劇場版『Ζ』での変更点
30バンチ事件は劇場版の作中において過去の出来事となっている。TV版ではティターンズからエゥーゴに投降し、保護観察の身であったエマ・シーンにレコア・ロンドが話した際に初めて語られ、アーガマが30バンチコロニーに立ち寄ったが、劇場版では30バンチコロニーに立ち寄るエピソードが削除され、レコアがエマに事件をノートパソコンのようなもので30バンチの映像を見せ説明するという形に変更されている。
アポロ作戦、毒ガス作戦、キリマンジャロ作戦、ダカール演説、グラナダへのアクシズ落下は劇中では描かれず、上映後に公開された年表にも記載されていない。
また、最終決戦においてカミーユは精神崩壊することなく戦いを終え、エゥーゴはジュピトリス撃沈宙域に残存戦力を結集させている。一方アクシズはハマーンが事態が沈静化するまでアクシズ艦隊を地球圏から撤退させることや、ミネバを地球に留学させることを宣言するなど、直接の続編である『機動戦士ガンダムΖΖ』や『逆襲のシャア』には繋がらない形のエンディングとなった。
小説版からOVA版、TVシリーズとして放映された『機動戦士ガンダムUC』では、「第一次ネオ・ジオン抗争」、「第二次ネオ・ジオン抗争」がそれぞれ“起きたこと”という前提で描かれている。